# Delta Holding
Delta Holding d.o.o. Beograd je jedan od najvećih holdinga u Srbiji. Vlasnik i predsjednik Delta holdinga je srpski poduzetnik Miroslav Mišković.
Sjedište Delta Holdinga je u Beogradu, u Ulici Vladimira Popovića 6-8, Novi Beograd.

## Povijest
Delta Holding je osnovan 10. siječnja 1997. godine u Beogradu, dok je poduzeće Delta M osnovano još 4. veljače 1991. Danas, članice Delta holdinga bave se agrarnom proizvodnjom, proizvodnjom hrane, maloprodajom, izvozom, uvozom, zastupanjem inozemnih kompanija, distribucijom robe široke proizvodnje, prodajom automobila, razvojem nekretnina, financijskim uslugama.
Delta Holding posluje na tržištima Srbije, Bosne i Hercegovine, Crne Gore, Albanije, Europske unije, Rusije i Švicarske. Prva je srpska kompanija koja je značajno investirala na tržištu Europske unije. Također, poseduje i distributivni centar za voće i povrće u Rusiji.
Danas se Delta Holding nalazi se u vlasništvu ciparskih kompanija, koja se nalaze u vlasništvu Miroslava Miškovića, koji je i predsjednik Delta holdinga. 
U depeši koju je Veleposlantvo SAD-a iz Beograda poslala u Washington navodi se, da je Delta nastala „na leđima srpskoga naroda“ i da je Mišković stekao ogromno bogatstvo sudjelujući u korupciji za vrijeme vladavine Slobodana Miloševića.